# Ranan Rimón
Ranan Hilel Rimón, född 3 april 1938 i Åbo, är en finländsk läkare. 
Rimón, som är specialist i psykiatri och rättspsykiatri, blev medicine och kirurgie doktor 1969 samt var professor i psykiatri vid Helsingfors universitet och överläkare vid psykiatriska kliniken vid Helsingfors universitetscentralsjukhus (HUCS) 1980–2001. Han har författat skrifter inom psykosomatisk medicin, psykofarmakologi och militärpsykiatri.